# Fourtou
Fourtou ist eine auf 670 Metern über Meereshöhe gelegene Ortschaft und eine französische Gemeinde im Département Aude in der Region Okzitanien. Sie gehört zum Kanton La Haute-Vallée de l’Aude und zum Arrondissement Limoux. 

## Lage
Das Gemeindegebiet liegt zwar im Regionalen Naturpark Corbières-Fenouillèdes, die Gemeinde ist diesem jedoch nicht beigetreten.
Nachbargemeinden sind Arques im Nordwesten, Albières im Norden, Auriac im Osten, Soulatgé im Südosten, Cubières-sur-Cinoble im Süden, Bugarach und Camps-sur-l’Agly im Südwesten und Sougraigne im Westen.

## Bevölkerungsentwicklung
| Jahr                       | 1962 | 1968 | 1975 | 1982 | 1990 | 1999 | 2006 | 2015 |
| -------------------------- | ---- | ---- | ---- | ---- | ---- | ---- | ---- | ---- |
| Einwohner                  | 54   | 42   | 42   | 46   | 58   | 54   | 50   | 70   |
| Quellen: Cassini und INSEE |      |      |      |      |      |      |      |      |